# Jasmin Selberg
Jasmin Selberg (n. 11 august 1999, Tallinn) este un fotomodel german-estoniană, câștigătoare a concursului Miss International 2022, care a avut loc la Primăria Tokyo Dome din Tokyo, Japonia.

## Biografie
Selberg s-a născut în Tallinn, Estonia. Familia ei s-a mutat din Estonia în Germania când ea avea un an. A intrat la Universitatea Ruhr Bochum din Bochum, pentru a urma o diplomă de licență în istorie și filozofie.

## Concurs de frumusețe
Pe 5 noiembrie 2021, Selberg a reprezentat Germania la Miss Globe 2021 și a concurat împotriva altor 50 de candidați la Opera Theatre din Tirana, Albania, unde a terminat în Top 15. Pe 2 iulie 2022, Selberg a concurat împotriva altor 16 finaliste Miss Univers Germania 2022 la Holiday Inn Hotel Düsseldorf-Neuss din Neuss, unde nu a avansat în Top 5. Pe 15 iulie 2022, Selberg a reprezentat Germania la Miss Supranational 2022 și a concurat împotriva altor 69 de candidați la Amfiteatrul Strzelecki Park din Nowy Sącz, Polonia, unde nu a ajuns în semifinale. Pe 13 decembrie 2022, Selberg a reprezentat Germania la Miss International 2022, a concurat împotriva altor 66 de candidați la Tokyo Dome City Hall din Tokyo, Japonia, unde a câștigat titlul și a fost succedata de Sireethorn Leearamwat din Thailanda.